# Alchemilla wischniewskii
Alchemilla wischniewskii é uma espécie de rosácea do gênero Alchemilla, pertencente à família Rosaceae.